# Tufa

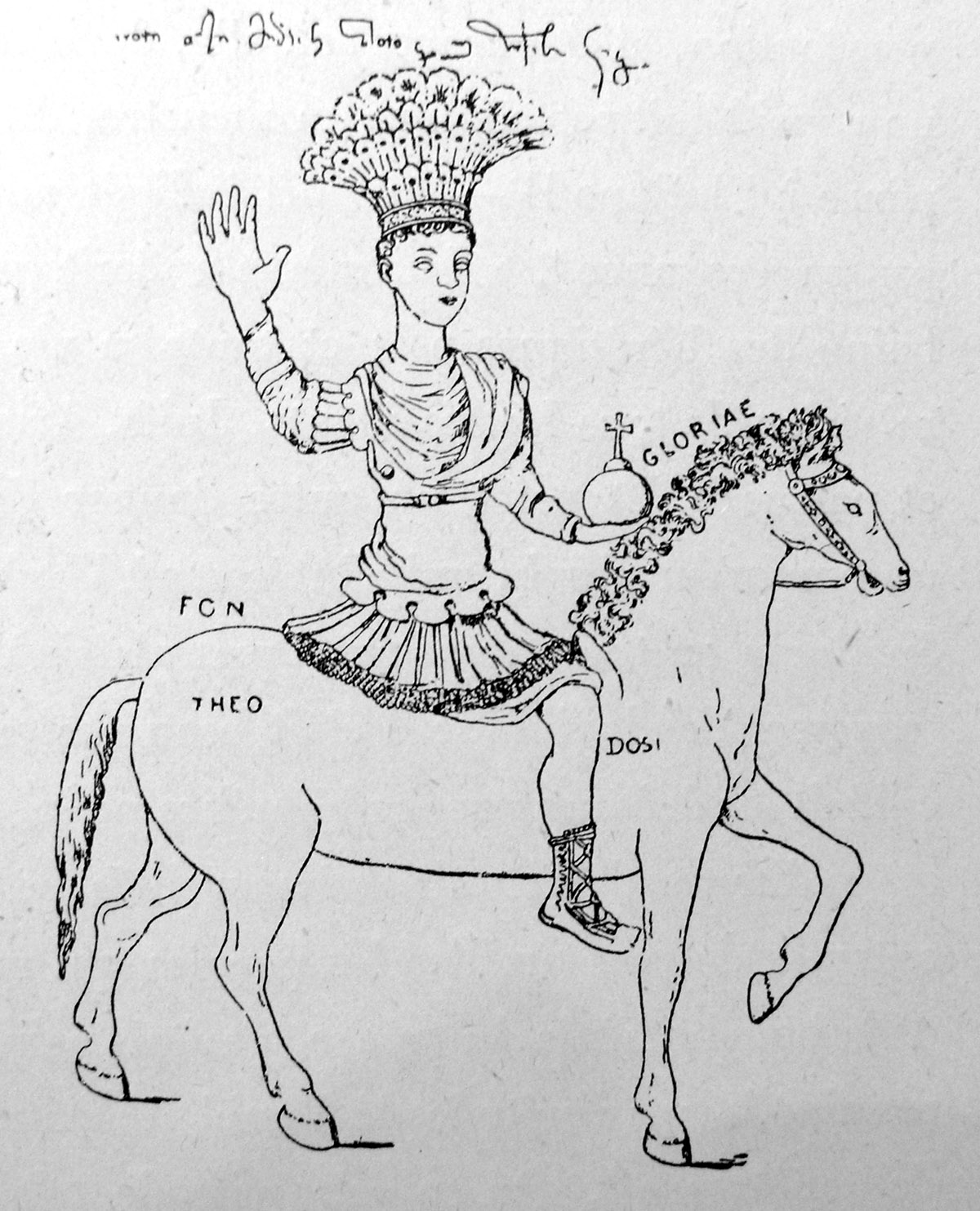
Estátua equestre de Justiniano r.

Tufas ou Túfio (em grego: τοῦφα/τουφίον; romaniz.: toúpha/touphíon) são uma plumagem de cabelo ou pelos de animais exóticos, usadas para decorar os elmos de cavaleiros e coroas de imperadores. Em linguagem coloquial, tufas ou tifa (typha) pode significar uma "tiara", e o historiador do século XII João Zonaras, relata que um verbo typhoomai ("ser preenchido com extrema arrogância") derivou dele.
Uma das tufas mais famosas é aquela que encimou a coroa ou elmo da estátua equestre do imperador Justiniano (r. 527–565) na coluna erguida por ele no Augusteu de Constantinopla. Ela é conhecida apenas através dum desenho feito no século XV. Particularmente devido ao tamanho, caiu da estátua no século IX e foi recolocada por acrobatas que estenderam uma corda entre o telhado de Santa Sofia e o cume da estátua pela qual puderam caminhar na corda bamba. O imperador Teófilo (r. 829–842) recompensou o acrobata com 100 nomismas de ouro pelo feito.